# Rata traginera del desert

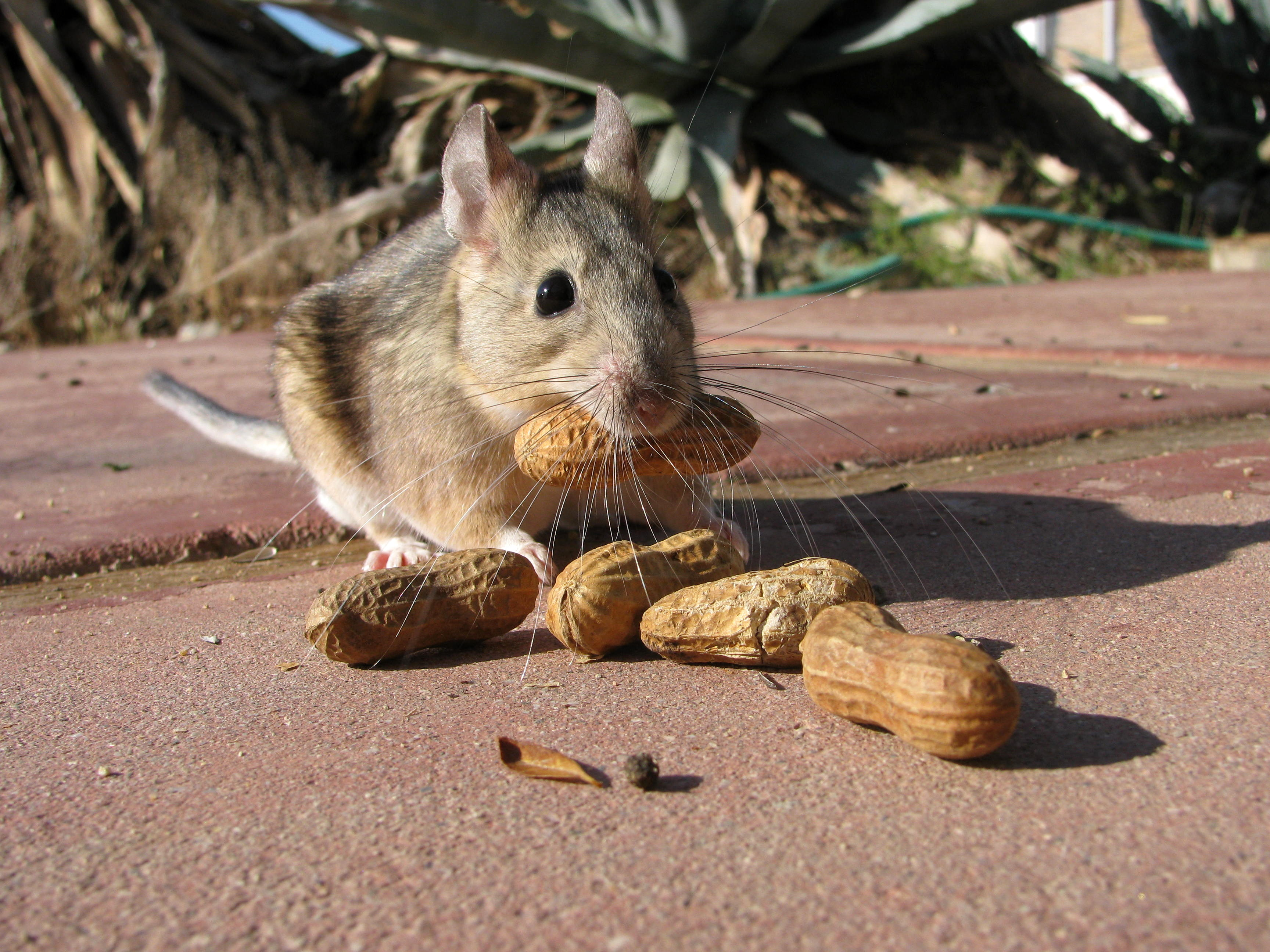
Neotoma lepida

La rata traginera del desert (Neotoma lepida) és una espècie de rosegador de la família dels cricètids. Viu a l'oest dels Estats Units i Mèxic. Obté aigua de plantes suculentes, particularment dels gèneres Opuntia i Yucca. El seu hàbitat natural són els matollars desèrtics o costaners. És una espècie en risc mínim, és a dir, no sembla que hi hagi cap amenaça significativa per a la seva supervivència. El seu nom específic, lepida, significa ‘encantadora’ en llatí.

## Característiques
El seu pelatge dorsal pot anar des de tons pàlids a tons grisosos o negres, i la panxa és blanca, igual que els peus i el coll. La seva cua és bicolor.
La major part de la seva morfologia és sexualment dimòrfica. La llargada de les femelles pren valors entre 281-392mm, mentre que la dels mascles és més variable, de 276-407mm. Pel que fa al pes, els mascles pesen més, de 132-350g mentre que les femelles poden pesar 122-240g. Per tant, el mascle és més gros que la femella.
La seva despesa metabòlica basal mitjana és de 0.46W.

## Comportament
La rata traginera del desert és un rosegador principalment nocturn i solitari. Aquests protegeixen les “seves” fonts d'aigua (per exemple, plantes suculentes), evitant que altres espècies obtinguin aigua durant períodes de sequera.
A vegades, s'apropien dels caus d'altres espècies, dels quals fortifiquen les entrades amb branques. Aquest rosegador construeix caus per nidació i reserva de menjar. Poden comptar amb diverses entrades (6) i diverses cambres d'interès (per nidar, emmagatzemar menjar…). El fet de tenir diverses entrades/sortides fa que suposin un avantatge per escapar dels depredadors.

Els mascles marquen el territori revolcant-se per terra deixant secrecions d'unes glàndules sebàcies que tenen a l'abdomen.

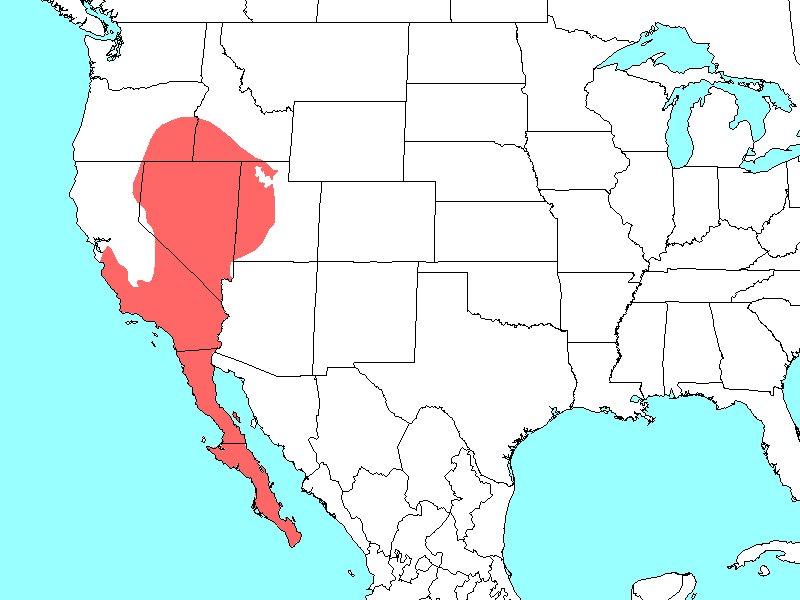
Data provided by NatureServe in collaboration with Bruce Patterson, Wes Sechrest, Marcello Tognelli, Gerardo Ceballos, The Nature Conservancy - Migratory Bird Program, Conservation International - CABS, World Wildlife Fund - US, and Environment Canada -WILDSPACE.

Són animals actius durant tot l'any.

## Hàbitat i distribució
La rata traginera del desert és terrestre, i viu en regions àries i semiàries. Requereix una vegetació abundant, sobretot d'Opuntia i Yuccacom a fonts d'aigua.
Es troba a la zona Oest dels Estats Units i Mèxic, incloent les illes de l'Espiritu Santo, San Francisco, San Jose, Danzante, Carmen, Angel de la Guarda i Margarida. Als Estats Units s'inclou el sud de Califòrnia, el sud-est d'Oregon, el sud-oest d'Idaho, l'oest d'Utahi l'extrem oest de Colorado i Arizona.

## Ecologia

### Alimentació[5]
La rata traginera del desert és una espècie folívora i granívora, és a dir, es tracta d'un animal herbívor especialitzat en menjar principalment fulles i grans. A part d'aquests aliments, aquests rosegadors també s'alimenten de fusta, sia d'escorces o tiges, de fruits secs, de fruits i de flors.
La rata traginera del desert es desplaça fins a les àrees d'alimentació per obtenir aliment, però porta el menjar fins al seu cau per consumir-lo posteriorment en unes condicions de major seguretat. Sovint, les àrees de recol·lecció d'aliment estan compostes de roques per tal de poder utilitzar-les de refugi contra els depredadors.
En les zones de desert, l'alimentació d'aquests animals es basa principalment en la flor del cactus Opuntia, ja que això els ajuda a mantenir el balanç hídric. En cas que aquest aliment no estigués disponible també tenen la capacitat d'alimentar-se a partir d'aliments amb un alt contingut de resines i àcid oxàlic, però això desequilibra el seu balanç hídric i limita la seva capacitat de menjar altres aliments.

### Reproducció
Per tal que s'activi el comportament sexual dels mascles és necessari que les femelles emetin olors atractius fet que implica canvis de comportament en la pre-ovulació. Després d'un període de comunicació s'efectuen múltiples còpules. Es creu que el comportament sexual d'aquesta espècie és polígam.
El període de reproducció es produeix d'octubre a maig, i va seguit d'un període de gestació d'entre 30 i 36 dies després del qual solen néixer unes 3 cries de les quals s'ocupa la femella exclusivament. Es creu que en la natura només es reprodueixen un cop l'any. El desalletament es produeix entre 27 i 40 dies després del naixement, i les cries assoleixen la maduresa sexual al cap d'entre 2 i 3 mesos.

## Amenaces
La rata traginera del desert té diferents competidors entre els que trobem cricètids i altres tipus de rosegadors que ocupen el mateix nínxol ecològic.
A més, també es troba amenaçada per diversos depredadors, entre els quals destaquen les serps, els mussols, els coiots (Canis latrans), les guineus (Vulpes velox), els falcons (Buteo jamaicensis) i altres mamífers depredadors.
Finalment, també pot ser parasitada per larves de mosca.
Per tal d'evitar la depredació utilitza el seu cau o còdols com a refugi.

## Conservació
Preocupació menor. Aquesta espècies esta àmpliament distribuïda i es considera que no té cap problema de conservació.

## Evolució

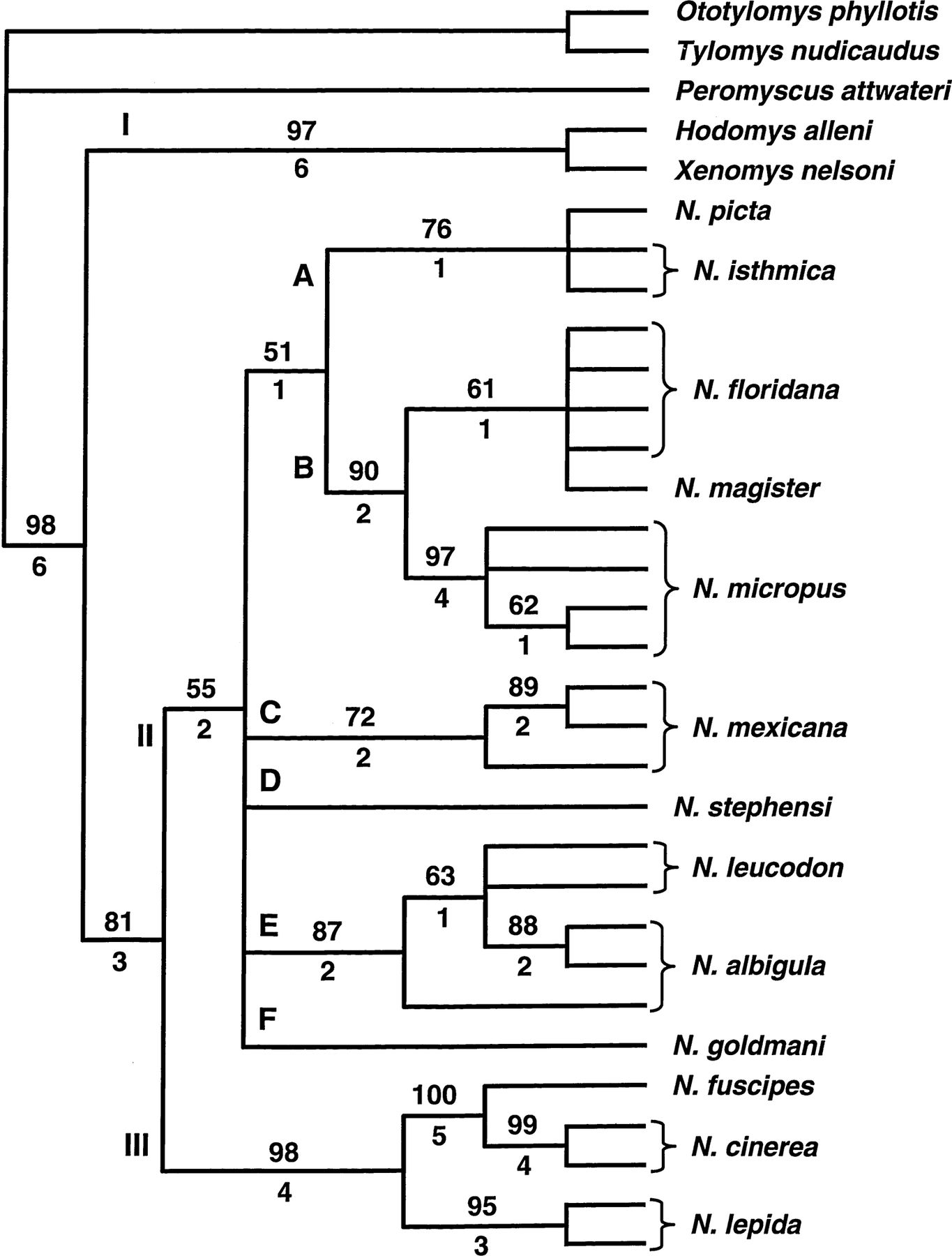

La rata traginera del desert ha estat present en un gran nombre de localitats des de l'etapa del Plistocè a la zona de l'oest de Nord-amèrica. El temps estimat de divergència entre els clades 1 i 2 correspon a 1.6 milions d'anys. Tot i això, hi han molts errors substancials en la estimació de la separació dels clades perquè la quantitat de fòssils registrats estan molt limitats.
Sembla que tots els nodes suporten la hipòtesi que l'aparició del grup Neotoma lepida fou durant les etapes primerenques del Plistocè.
També se sap que el riu Colorado tingué un paper molt important en la divergència del clade 2 de Neotoma lepida en diferents subclades (subclade 2A i 2B).
Les altres diversificacions dels subclades foren posicionades a mitats del Plistocè o ja en etapes més tardanes, a l'altura del Holocè.
Cal dir que les divisions en clades i subclades es realitzaren tenint en compte estudis d'alineaments de seqüència d'ADN de fòssils registrats.